# Marathon de Düsseldorf
Le Marathon de Düsseldorf est une course d'une distance de 42,195 km dans la ville de Düsseldorf, en Allemagne. Il a lieu tous les ans depuis 2003.
Le marathon de Düsseldorf a fait partie des IAAF Road Race Label Events, dans la catégorie des « Labels de bronze ».

## Vainqueurs
| Année | Hommes                | Pays      | Temps                |                       | Femmes      | Pays            | Temps |
| 2003  | Gideon Koech          | Kenya     | 2 h 20 min 45 s      | Joyce Kandie          | Kenya       | 2 h 55 min 44 s |       |
| 2004  | Carsten Eich          | Allemagne | 2 h 14 min 06 s      | Dorota Ustianowska    | Pologne     | 2 h 39 min 41 s |       |
| 2005  | Alan Wendell Silva    | Brésil    | 2 h 17 min 19 s      | Luminita Zaituc       | Allemagne   | 2 h 26 min 44 s |       |
| 2006  | Julius Kiptum Rop     | Kenya     | 2 h 15 min 56 s      | Luminita Zaituc       | Allemagne   | 2 h 34 min 53 s |       |
| 2007  | Bellor Minigwo Yator  | Kenya     | 2 h 09 min 47 s      | Luminita Zaituc       | Allemagne   | 2 h 29 min 37 s |       |
| 2008  | Yaser Belal Mansour   | Qatar     | 2 h 11 min 15 s      | Melanie Kraus         | Allemagne   | 2 h 33 min 36 s |       |
| 2009  | David Kiprono Langat  | Kenya     | 2 h 10 min 46 s      | Susanne Hahn          | Allemagne   | 2 h 29 min 26 s |       |
| 2010  | Iaroslav Muşinschi    | Moldavie  | 2 h 08 min 32 s (NR) | Natalya Volgina       | Russie      | 2 h 30 min 47 s |       |
| 2011  | Nahashon Kimaiyo      | Kenya     | 2 h 10 min 54 s      | Merima Mohammed       | Éthiopie    | 2 h 28 min 15 s |       |
| 2012  | Seboka Diriba Tola    | Éthiopie  | 2 h 08 min 25 s      | Agnes Barsosio Jeruto | Kenya       | 2 h 25 min 47 s |       |
| 2013  | Tulu Dereje Debele    | Éthiopie  | 2 h 07 min 48 s      | Gizaw Melkam          | Éthiopie    | 2 h 26 min 24 s |       |
| 2014  | Gilbert Yegon         | Kenya     | 2 h 08 min 07 s      | Annie Bersagel        | États-Unis  | 2 h 28 min 59 s |       |
| 2015  | Marius-Viorel Ionescu | Roumanie  | 2 h 13 min 19 s      | Annie Bersagel        | États-Unis  | 2 h 28 min 29 s |       |
| 2016  | Japhet Kosgei         | Kenya     | 2 h 10 min 46 s      | Zsofia Erdelyi        | Hongrie     | 2 h 35 min 37 s |       |
| 2017  | Robert Chemonges      | Ouganda   | 2 h 10 min 30 s      | Doroteia Peixoto      | Portugal    | 2 h 31 min 56 s |       |
| 2018  | Gilbert Yegon         | Kenya     | 2 h 13 min 55 s      | Volha Mazuronak       | Biélorussie | 2 h 25 min 25 s |       |
| 2019  | Tom Gröschel          | Allemagne | 2 h 13 min 49 s      | Anja Scherl           | Allemagne   | 2 h 32 min 56 s |       |